# Parm Soor
Parm Soor (India, 18 de noviembre de 1961) es un actor de cine y televisión británico nacido en India, más conocido por sus apariciones en las superproducciones de Hollywood, Watchmen (200), 2012 (2009), Tomorrowland (2015) y Maze Runner: The Death Cure (2018).

## Primeros años
Nacido en la India y criado en Londres, Inglaterra, Parm se trasladó a Canadá, donde estudió teatro en la Universidad de Winnipeg en Manitoba.
Tras completar su aprendizaje como actor en Canadá, Parm trabajó en el teatro y como cómico durante diez años antes de que le ofrecieran su primer papel en una película en 2002. Luego consiguió un papel recurrente como el sargento Nadeem Parmir en dos destacados dramas policíacos de la CBC/Radio-Canada, DaVinci's Inquest y DaVinci's City Hall.
Sus créditos en cine y televisión incluyen apariciones en la miniserie Traffic (2004), nominada a los premios Emmy, la película Partition (2007), nominada a los premios Genie, la miniserie Human Cargo (2004), ganadora del premio Gemini, y el largometraje Afghan Luke (2011), nominado por el Sindicato de Guionistas, y la cinta El Exámen (2009). También apareció en Maze Runner: The Death Cure (2018).